# Online kaszinó
Az online kaszinók – melyeket neveznek virtuális, illetve internetes kaszinóknak is – a hagyományos kaszinók interneten elérhető változatai.
Az online kaszinók megfelelően programozott véletlenszám-generátort használnak az online játékaikhoz (például félkarú rabló játékoknál). Az asztali játékoknál, mint például a blackjacknél, a házelőnyt a játékszabályokba építették be, így a kifizetések is a játékszabályok által kontrolláltak.
Ezen játékok megbízhatósága, az irántuk érzett bizalom gyakran kerül előtérbe, hiszen tisztaságuk kevésbé ellenőrizhető, mint a hagyományos játékoké.

## Online kaszinótípusok
Általánosan három csoportba sorolhatók az online kaszinók, használati felületük alapján: ezek a web-alapú kaszinók, a letöltés-alapú kaszinók és az „élő” online kaszinók. Néhány online kaszinó több felületű szoftvert is működtet.

### Web-alapú kaszinók
A webalapú kaszinók olyan internetes honlapok, ahol a felhasználók anélkül játszhatnak kaszinójátékokat, hogy bármilyen szoftvert, programot le kellene tölteniük számítógépükre. A legtöbb online kaszinó HTML-es felületen működtet játékokat.

### Letöltés-alapú kaszinók
A letöltésalapú kaszinójátékokhoz a kaszinó honlapjáról kell általában az adott játék szoftverét letölteniük a játékosoknak, és ezután fel kell telepíteni a számítógépükre a programot. Ez az online kaszinó program – böngészőtámogatás nélkül - csatlakozik használat közben a kaszinó szerveréhez, és ezen keresztül szolgáltatja az adatokat. Általánosságban kijelenthető, hogy ezek gyorsabban futnak, mint webalapú társaik, mivel a grafikai és hangalkalmazások közvetlenül a számítógépen tárolódnak, így ezeket nem kell a programnak folyamatosan letöltenie az internetről. Másrészről a letöltés-alapú programok beüzemelése több időt és energiát vesz igénybe a játékos szempontjából, mivel le kell tölteni és telepíteni is kell az adott játék szoftverét. Továbbá fennáll a lehetőség – ahogy bármilyen más, internetről letöltött alkalmazás esetében is -, hogy a program fertőzött és kárt tesz a számítógépben.

### Mobil kaszinók
Az okostelefonok, táblagépek elterjedésével egyre több online kaszinó figyel arra, hogy mobilról is elérhetők legyenek kaszinó játékaik. Ezt általában egy reszponzív weboldal üzemeltetésével érik el, amely alkalmazkodik a felhasználó eszközéhez.  

### „Élő” online kaszinók
Az élő online kaszinókban az online játékos kamerán keresztül látja és hallja az élő krupiét, illetve egy chat alkalmazáson keresztül kommunikálhat is vele a játék során. Az élő krupiék erre a célra kialakított kaszinó stúdiókban vannak elhelyezve, szerte a világon, például Lettországban és Costa Ricán. Az élő kaszinókban a felhasználók általában az asztali játékokat, azaz kártyajátékokat kedvelik, amelyeket a hagyományos játéktermekből is ismerhetünk. Ezek közül a legnépszerűbb például a rulett és a póker. Az élő online póker játékok olyannyira elterjedtek az elmúlt években, hogy gyakran még a profiknak számító, világhírnévnek örvendő pókerjátékosok is részt vesznek az ezeken a felületeken megrendezett bajnokságokon. Az élő kaszinók keretében manapság már olyan komoly megmérettetéseket szerveznek, hogy ezeket akár egyes tévécsatornákon vagy videómegosztó felületeken is közvetítik. Az asztali játékok mellett igen sok felhasználó vesz részt a tévés játékműsorokhoz (pl. szerencsekerék) hasonlító élő játékokban is.

### Kriptovalutákat használó online kaszinók
A kriptovalutákat használó online kaszinók (röviden kriptokaszinók) olyan szerencsejáték-platformok, ahol a játékosok fiatpénz helyett digitális fizetőeszközökkel – leggyakrabban Bitcoinnal, Etherrel vagy más, széles körben elfogadott tokennel – fizethetnek be és vehetnek fel pénzt. A legtöbb kriptokaszinó ún. „provably fair” (bizonyíthatóan tisztességes) algoritmust alkalmaz, amely lehetővé teszi minden egyes játékkör eredményének független ellenőrzését.

## Játékkínálat
Az online kaszinókban tipikusan az alábbi játékok találhatók meg:
- Baccarat
- Blackjack
- Craps
- Rulett
- Nyerőgép („félkarú rabló”)
- Póker

## Bónuszok
Sok online kaszinó kínál befizetési („signup”) bónuszt új játékosai részére, amint megejtik első befizetésüket a kaszinóba. Általában a befizetésének „x” százalékát (50%, 100%, 200%) kaphatja meg a játékos e bónusz formájában, ahol egy felső maximális dollár érték is meg van adva. Ugyancsak megszabott a minimális befizetés összege és a fogadások (átforgatás) értéke is, mielőtt kifizetésre kerülne sor.
Például egy online kaszinó új játékosok részére 100%, 100 dollárig terjedő befizetési bónuszt kínál. További feltétel, hogy a bónusz kifizetése annak megforgatásához kötött. Például ha 25-ször kell megforgatni, az azt jelenti, hogy 25-ször fel kell tenni tétként a bónusz, illetve egyes kaszinókban a befizetés és a bónusz összegét is. A fenti példában tehát ha 100 dollárt fizet be a játékos az online kaszinóba, 200 dollár lesz befizetése után a számláján összesen – a befizetés plusz a bónusz. Mielőtt a játékos kivehetné a pénzét, összesen 200 dollár × 25 = 5000 dollár értékben kell tétet raknia a kaszinóban.
Néhány kaszinó ezen kívül kínál befizetés nélküli bónuszokat is. Itt nem szükséges a befizetés a bónusz jóváírásához (elég a regisztráció), de itt is feltételekhez kötött a kifizetés. Természetesen ezek a bónuszösszegek általában jóval kisebbek, mint a befizetési bónuszok.
Amikor egy online kaszinó új nyerőgépét próbálja népszerűsíteni, akkor pedig ingyen pörgetésekkel csábítja a játékosokat. Ezeket az ingyenes, befizetés nélkül kapható bónuszokat adott nyerőgépeken lehet csak felhasználni.
Fontos, hogy minden bónusz igénybevételénél alaposan nézzük át a kifizetési feltételeket, hogy nehogy utólag érjen csalódás.

### Készpénz (cashable) bónuszok
A legáltalánosabb online kaszinó bónusz-fajta a készpénz bónusz. Ehhez a bónuszhoz akkor jut hozzá a játékos, amikor teljesítette a bónuszhoz előírt feltételeket. Ha egy 100%-os, 100 dollárig terjedő bónuszhoz 2000 dollár lejátszási feltétel tartozik, akkor a játékos abban az esetben juthat hozzá a 100 dolláros bónuszösszeghez, ha már legalább 2000 dollár értékben tett téteket az online kaszinóban.
Általában nem játszható ki a bónusz ruletten, baccarat-n, crapsen és sic bo játékokon, ugyanis ezeknél a játékos egyidejűleg tehetne tétet egymással ellentétes kimenetelre (például ruletten a piros és fekete mezőre is egyszerre), ami rontja a ház esélyeit. Gyakran az olyan játékok, melyeknél a ház előnye alapból elég alacsony – például blackjack és video póker, ugyancsak nem számítanak bele a bónuszba.

### „Ragadós” (sticky) bónuszok
A nem készpénzes bónuszokat gyakran nevezik „ragadós bónuszoknak”. Ezekkel a bónuszokkal lehet fogadni, de nem lehet készpénzként kivenni a számláról. A fenti bónuszokhoz hasonlóan itt is vannak feltételek, amivel teljesíthető a bónusz.
Nagy előnye ennek a bónuszfajtának a készpénzes bónuszhoz képest, hogy hasonló körülmények között itt gyorsabban teljesíthetők a bónusz-feltételek, mivel nagyobb tétekkel lehet játszani. A kaszinó bónuszkódok izgalmas lehetőséget biztosítanak az ügyfelek számára, hogy további pénzösszegekkel a számlájukon vagy különleges promóciókhoz való hozzáféréssel indítsák el a játékot.

### Visszafizetési (cash back) bónuszok
Ez a bónuszfajta a játékos elvesztett tétjei után jár. A játékos veszteségeinek egy részét ilyen visszafizetési bónusz formájában visszakaphatja. Például ha egy kaszinó 25%-os visszafizetési bónuszt kínál az adott hétre, abban az esetben minden játékos visszakapja az elvesztett tétjeinek 25%-át. Természetesen ha játékos az adott héten összességében nyert, nem jár neki ez a bónuszfajta. Az online kaszinókban a rendszeres játékosok sokszor kapnak visszafizetési bónuszokat. 

### Hűségpontok
Ilyen pontokat általában valós kaszinókban lehet gyűjteni, de létezik online formában is. A játékok során gyűjtött hűségpontokat a játékosok készpénzre, ajándéktárgyakra illetve egyéb nyereményekre válthatják be. Általában a feltett tétek és a hűségpontok váltása elég alacsony és játéktípusfüggő. Általában azok a játékok adnak több hűségpontot, ahol nagyobb a házelőny. Például egyes nyerőgépeken minden feltett 10 dollár után 3 hűségpont járhat, míg ugyancsak 10 dollár feltett tétért blackjacken már csak 1 hűségpont járna. Általában az online kaszinó 100 hűségpontért ad 1 dollárt. Ebben a példában tehát 0,3%-os a visszafizetési arány nyerőgépeken, és csupán 0,1% blackjacknél.

## Adózás
A legtöbb szerencsejátékon szerzett nyeremény adóköteles a magyarországi törvények szerint. A szerencsejátékok adózásáról szóló, 2024-ben módosított törvények kivételt biztosítanak a lottózás, az önkormányzatok vagy nonprofit szervezetek jótékonysági rendezvényein szervezett szerencsejátékok illetve baráti társaságok által szervezett társasjátékok bizonyos értékhatár alatt. A sportfogadásokra eltérő adózási szabályok vonatkoznak. Az online kaszinók esetén a jövedelemadó 15%-ban van meghatározva. A magyar engedéllyel rendelkező online szerencsejáték-oldalak automatikusan levonnak 15% jövedelemadót, és a nyertes az így kiszámított csökkentett összeget veheti fel. Ekkor a játékosoknak nem kell külön foglalkozniuk az adófizetéssel. Külföldi engedéllyel rendelkező vagy endéllyel nem rendelkező online szerencsejátékok esetén az állampolgárnak maga kell bejelentenie a nyereményét és az adóhatóság által kiszámított adót befizetnie. Az adózás elmulasztása esetén a NAV jelentős bírságot róhat ki, és jogi lépéseket is kezdeményezhet az adók behajtása érdekében.

## Fordítás
- Ez a szócikk részben vagy egészben  az   Online casino című angol Wikipédia-szócikk fordításán alapul.  Az eredeti cikk szerkesztőit annak laptörténete sorolja fel. Ez a jelzés csupán a megfogalmazás eredetét és a szerzői jogokat jelzi, nem szolgál a cikkben szereplő információk forrásmegjelöléseként.